# محمد الأكبر بن موسى الثاني
محمد الأكبر جد أمراء مكة، لقب بالثائر.

## حياته

### نسبه
محمد الأكبر بن موسى الثاني بن عبدالله الرضى بن موسى الجون بن عبد الله المحض بن الحسن المُثنّى بن الحسن السبط بن علي بن أبي طالب، القرشي الهاشمي يقال له الثائر.

### نشأته
تربّى في كنف والده موسى الثاني فنشأ حافظاً للقرآن راوياً للأحاديث، عارفاً بالتاريخ وعلوم النسب.
خرج على الحاكم العباسي بالمدينة، ولذلك لُقّب بالثائر لثأره على دولة بني العباس. وقد تحقق له ولأبنائه إمرة الحجاز وانفصالها عن دولة بني العباس.

### اولاده
له خمسة أبناء وهم: 
- أبو عبد الله الحسين، وهو أمير مكة وفي ولده الإمارة.
- القاسم الحرابي
- الحسن الحرابي
- علي
- عبد الله الأصغر.

## وصلات خارجية
شبكة الإمام الرضا الإسلامية